# Mîkolaienkove, Kroleveț
Mîkolaienkove (în ucraineană Миколаєнкове) este un sat în comuna Buivalove din raionul Kroleveț, regiunea Sumî, Ucraina.

## Demografie
Componența lingvistică a localității Mîkolaienkove
     Ucraineană (100%)
Conform recensământului din 2001, toată populația localității Mîkolaienkove era vorbitoare de ucraineană (100%).